# Estonian Air
Estonian Air foi uma companhia aérea com sede na cidade de Tallinn, Estónia. Foi a companhia nacional da Estónia e operava voos fretados pela Europa. Sua base de operações é o aeroporto de Tallinn.
É uma empresa afiliada à SAS pelo programa Well conected with SAS. Em Portugal, assegura ligações charter de Abril a Outubro entre Tallinn e o aeroporto de Faro. A empresa decidiu encerrar as operações em 7 de Novembro de 2015 após a União Europeia julgar ilegal o recebimento de investimento por conta do governo estónio. O governo da Estónia reconheceu que recebeu uma notificação da Comissão Europeia, regulador de topo antitruste da UE, ordenando-lhe para recuperar 85 milhoes euros que foram injetados como subsidio ilegal ao longo dos últimos cinco anos.